# Coppa di Slovenia (pallavolo maschile)
La Coppa di Slovenia è una competizione pallavolistica maschile per squadre di club slovene, organizzata annualmente dalla Federazione pallavolistica della Slovenia.

## Albo d'oro
| Edizione         | Edizione          | Podio          | Podio                                                            | Podio            |
| Anno             | Sede della finale | Campione       | Risultato                                                        | Finalista        |
| ---------------- | ----------------- | -------------- | ---------------------------------------------------------------- | ---------------- |
| 1991-92 Dettagli | -                 | Maribor        | -                                                                | -                |
| 1992-93 Dettagli | -                 | Salonit Anhovo | -                                                                | -                |
| 1993-94 Dettagli | -                 | Maribor        | -                                                                | -                |
| 1994-95 Dettagli | -                 | Maribor        | 3 - 0 (15-11, 15-12, 15-8) 3 - 0 (15-9, 15-9, 15-7)              | Salonit Anhovo   |
| 1995-96 Dettagli | -                 | Salonit Anhovo | 3 - 1 (15-9, 15-7, 12-15, 15-6) 3 - 1 (15-12, 11-15, 15-9, 15-2) | Maribor          |
| 1996-97 Dettagli | -                 | Salonit Anhovo | 3 - 0 (15-7, 15-11, 15-5) 3 - 0 (15-5, 15-5, 15-12)              | Maribor          |
| 1997-98 Dettagli | -                 | Fužinar        | 3 - 0 (15-13, 15-9, 16-14)                                       | Salonit Anhovo   |
| 1998-99 Dettagli | -                 | Fužinar        | 3 - 1 (13-15, 15-7, 15-8, 15-12)                                 | Olimpija Lubiana |
| 1999-00 Dettagli | -                 | Salonit Anhovo | 3 - 2 (25-21, 25-23, 20-25, 20-25, 15-9)                         | Maribor          |
| 2000-01 Dettagli | -                 | Kamnik         | 3 - 1 (23-25, 25-22, 25-20, 25-15)                               | Bled             |
| 2001-02 Dettagli | -                 | Salonit Anhovo | 3 - 2 (30-28, 18-25, 25-17, 21-25, 15-10)                        | Fužinar          |
| 2002-03 Dettagli | -                 | Salonit Anhovo | 3 - 0 (29-27, 25-23, 28-26)                                      | Kamnik           |
| 2003-04 Dettagli | -                 | Salonit Anhovo | 3 - 2 (25-22, 26-28, 25-21, 23-25, 16-14)                        | Kamnik           |
| 2004-05 Dettagli | -                 | Autocommerce   | 3 - 0 (27-25, 25-20, 25-17)                                      | Novo Mesto       |
| 2005-06 Dettagli | -                 | Maribor        | 3 - 2 (25-21, 18-25, 26-28, 25-22, 23-21)                        | Salonit Anhovo   |
| 2006-07 Dettagli | -                 | Autocommerce   | 3 - 0 (25-17, 26-24, 25-15)                                      | Salonit Anhovo   |
| 2007-08 Dettagli | Canale d'Isonzo   | ACH Volley     | 3 - 0 (25-12, 25-18, 25-23)                                      | Salonit Anhovo   |
| 2008-09 Dettagli | Nova Gorica       | ACH Volley     | 3 - 2 (25-22, 21-25, 22-25, 25-21, 16-14)                        | Salonit Anhovo   |
| 2009-10 Dettagli | Nova Gorica       | ACH Volley     | 3 - 2 (22-25, 22-25, 25-17, 25-23, 15-12)                        | Salonit Anhovo   |
| 2010-11 Dettagli | Nova Gorica       | ACH Volley     | 3 - 0 (25-17, 25-17, 25-20)                                      | OK Kropa         |
| 2011-12 Dettagli | Kamnik            | ACH Volley     | 3 - 0 (25-20, 25-29, 25-9)                                       | Kamnik           |
| 2012-13 Dettagli | Mozirje           | ACH Volley     | 3 - 0 (27-25, 25-22, 25-23)                                      | Salonit Anhovo   |
| 2013-14 Dettagli | -                 | Salonit Anhovo | 3 - 2 (25-19, 22-25, 25-22, 22-25, 15-13)                        | Maribor          |
| 2014-15 Dettagli | -                 | ACH Volley     | 3 - 1 (18-25, 25-20, 25-12, 25-16)                               | Salonit Anhovo   |
| 2015-16 Dettagli | -                 | Kamnik         | 3 - 1 (25-23, 20-25, 25-22, 25-16)                               | ACH Volley       |
| 2016-17 Dettagli | Kranj             | Kamnik         | 3 - 2 (18-25, 18-25, 25-17, 25-18, 15-13)                        | ACH Volley       |
| 2017-18 Dettagli | Hoče-Slivnica     | ACH Volley     | 3 - 1 (26-24, 25-19, 20-25, 25-18)                               | Kamnik           |
| 2018-19 Dettagli | Canale d'Isonzo   | ACH Volley     | 3 - 0 (25-21, 25-19, 25-22)                                      | Kamnik           |
| 2019-20 Dettagli | Kamnik            | ACH Volley     | 3 - 1 (22-25, 25-22, 25-17, 25-14)                               | Maribor          |
| 2020-21 Dettagli | Lubiana           | Kamnik         | 3 - 1 (22-25, 25-22, 25-17, 25-14)                               | ACH Volley       |
| 2021-22 Dettagli | Lubiana           | ACH Volley     | 3 - 2 (28-30, 20-25, 25-21, 25-17, 15-11)                        | Maribor          |
| 2022-23 Dettagli | Velenje           | ACH Volley     | 3 - 2 (24-26, 25-22, 25-23, 22-25, 15-10)                        | Kamnik           |
| 2023-24 Dettagli | Capodistria       | Kamnik         | 3 - 0 (27-25, 28-26, 25-21)                                      | Maribor          |

## Palmarès
| Squadra       | Titolo | Edizione |
| ------------- | ------ | --- |
| ACH Volley    | 14     | 2004-05, 2006-07, 2007-08, 2008-09, 2009-10, 2010-11, 2011-12, 2012-13, 2014-15, 2017-18, 2018-19, 2019-20, 2021-22, 2022-23 |
| Alpacem Kanal | 8      | 1992-93, 1995-96, 1996-97, 1999-00, 2001-02, 2002-03, 2003-04, 2013-14                                                       |
| Kamnik        | 5      | 2000-01, 2015-16, 2016-17, 2020-21, 2023-24                                                                                  |
| Maribor       | 4      | 1991-92, 1993-94, 1994-95, 2005-06                                                                                           |
| Fužinar       | 2      | 1997-98, 1998-99 |